# Вулканічний конус

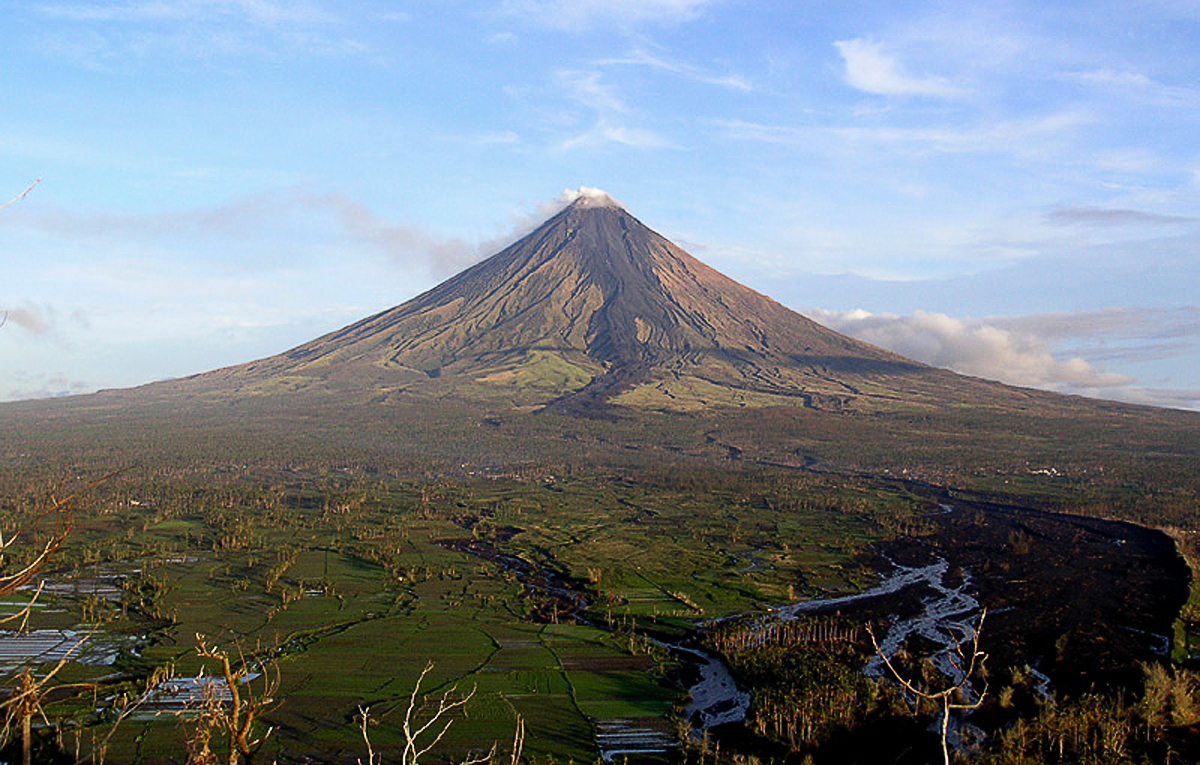
Вулкан Майон на Філіппінах має симетричний вулканічний конус.

Вулканічні конуси належать до найпростіших вулканічних форм рельєфу. Вони створені шляхом викиду з вулканічного жерла матеріалу, що накопичується навколо жерла у формі конуса з центральним кратером. Вулканічні конуси бувають різних типів, залежно від природи та розміру фрагментів, викинутих під час виверження. Типи вулканічних конусів включають стратоконуси, бризкові конуси, туфові конуси та шлакові конуси.

## Конус розбризкування

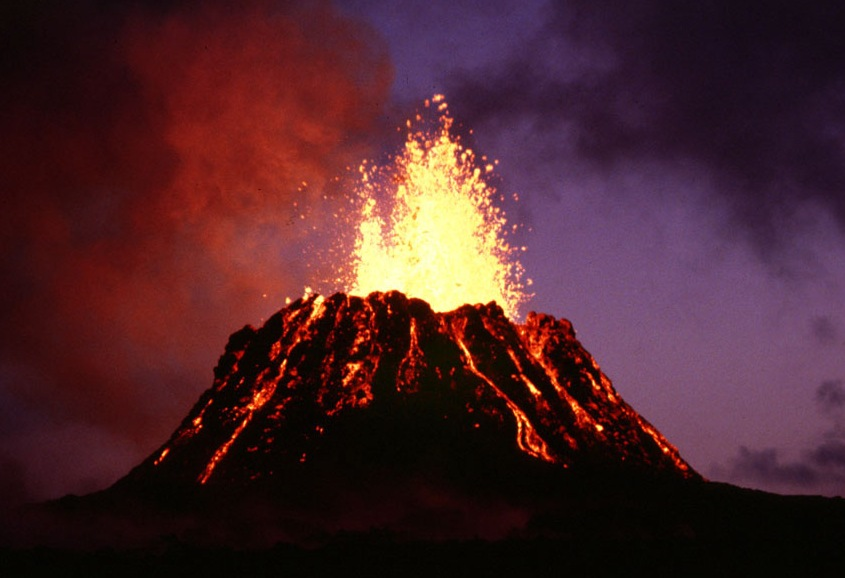
Пуу-Оо - шлаковий конус розбризкування вулкана Кілауеа, Гаваї

Ко́нус розбри́зкування (англ. spatter cone) — у вулканології — невисокий пагорб з крутими схилами або маленький горб, який складається з матеріалу фонтану лави.